# Kayuarang
Kayuarang is een plaats in het bestuurlijke gebied Bangka Barat in de provincie  Bangka-Belitung, Indonesië. De plaats telt 1592 inwoners (volkstelling 2010).